# Bövinghausen (Castrop-Rauxel)
Bövinghausen ist ein Stadtteil von Castrop-Rauxel im Kreis Recklinghausen in Nordrhein-Westfalen. Die Ortsschilder des Stadtteils tragen allerdings den Namen „Stadtteil Merklinde“.

## Geografie

### Ortslage
Bövinghausen liegt im Süden der Stadt Castrop-Rauxel.

### Nachbargemeinden
Gegen Ende des 19. Jahrhunderts grenzte Bövinghausen in Castrop im Norden an Obercastrop und weiter im Uhrzeigersinn an Castrop, Merklinde, Westrich, Bövinghausen bei Lütgendortmund und Gerthe. Bis auf Gerthe (Landkreis Bochum) gehörten alle diese Gemeinden zum Landkreis Dortmund. Heute grenzt Bövinghausen im Nordosten nicht mehr an Castrop, sondern an den jüngeren Ortsteil Schwerin.

## Geschichte
Die Bauerschaft Bövinghausen wird Ende des 9. Jahrhunderts (um 880) im Heberegister der Abtei Werden als Boynghusen erstmals erwähnt. Der Ortsname wird als Siedlung der Nachkommen des Bovo – der Vorname war damals gängig – gedeutet. In mittelalterlichen Quellen wie der Türkensteuerliste von 1542 sind sieben Höfe bezeugt. Im Mittelalter schlossen sich die südlich gelegenen Höfe Bövinghausens der Nachbargemeinde Lütgendortmund an, behielten aber den Ortsnamen Bövinghausen bei. Mitte des 17. Jahrhunderts  bestand das Pfarrsprengel Castrop aus: Freiheit Castrop, Börnig, Behringhausen, Bövinghausen, Bladenhorst zum Teil, Holthausen, Obercastrop, Rauxel, Sodingen, Horsthausen und Westhofen. Im Jahr 1819 gab es zwei benachbarte Gemeinden mit dem Namen Bövinghausen. Die Landgemeinde Bövinghausen bei Castrop gehörte bis 1902 zum Amt Castrop, ab 1902 zusammen mit den Gemeinden Rauxel, Habinghorst, Frohlinde und Merklinde zum Amt Rauxel. Am 1. April 1926 wurde der östliche, ältere und ackerbäuerlich geprägte Teil der Landgemeinde als Teil des Amtes Rauxel mit Castrop, dem Amt Bladenhorst und den Gemeinden Ickern, Deininghausen (teilweise) und Dingen (teilweise) aus dem Amt Mengede zu Castrop-Rauxel vereinigt. Der westliche Teil wurde der Nachbargemeinde Gerthe zugesprochen.